# Bingo
Pour les articles homonymes, voir Bingo (homonymie).
Le bingo est un jeu de société apparenté au loto (quine) originaire d'Amérique du Nord, où l'objectif est de remplir sa grille de nombres en premier.  
Le jeu est joué à la fois en tant que jeu de société, et en tant que jeu de casino, d'une manière semblable au Keno. Ce jeu, permettant de gagner des prix contre une participation financière, est réglementé dans les pays où il est populaire.

## Histoire
Le jeu français Le Lotto est apparu en 1778, avec 27 cases disposées sur trois lignes et neuf colonnes. Cinq carrés dans chaque rangée avaient des nombres allant de 1 à 90, ce qui a conduit à la conception moderne.
Au début des années 1920, Hugh J. Ward a créé et standardisé le jeu lors des carnavals de Pittsburgh et des environs et de la région de l'ouest de la Pennsylvanie. Il l'a protégé par copyright et a publié un livre de règles en 1933.
L'origine du nom Bingo est inconnue mais pourrait remonter au milieu des années 1920. Certains prétendent que l'une des amies de Lowe était tellement excitée d'avoir gagné qu'elle a crié "Bingo" au lieu de "Beano", ou que le mot fait écho au son d'une cloche.

## Règles du jeu

### Fonctionnement

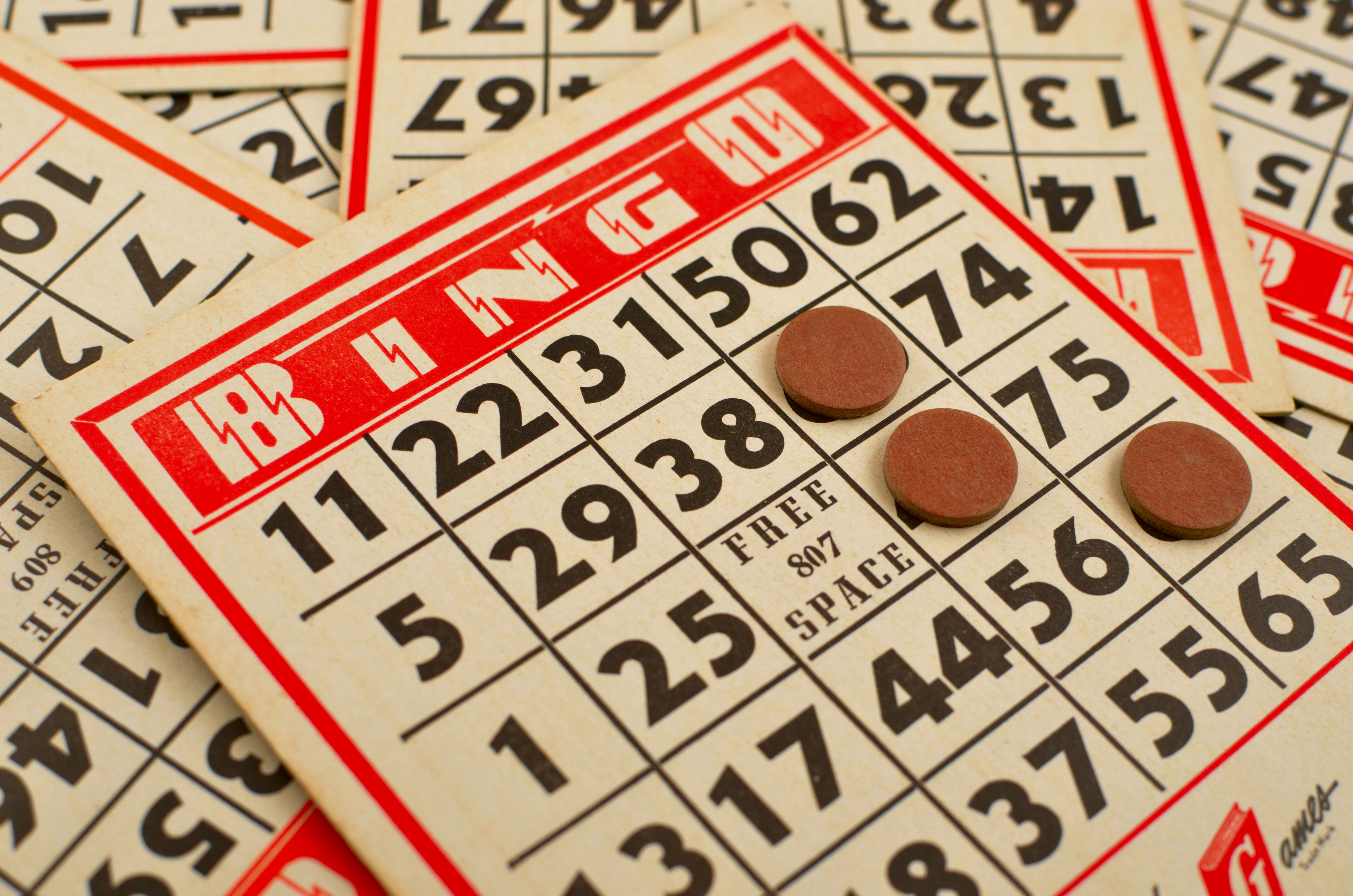
Une grille de bingo.

Le bingo se joue généralement avec 90 boules (de 1 à 90). Chaque joueur achète une ou plusieurs grilles, contenant chacune un certain nombre fixe de numéros tirés au hasard, mais tous différents.
Les boules sont tirées une par une, au hasard, généralement grâce à un boulier. À chaque tirage, le croupier ou le responsable du jeu, énonce à voix haute les nombres parus à la sortie de l'urne.
Les joueurs doivent cocher ou rayer les numéros inscrits sur leur grille au moment où ils sortent du boulier. 

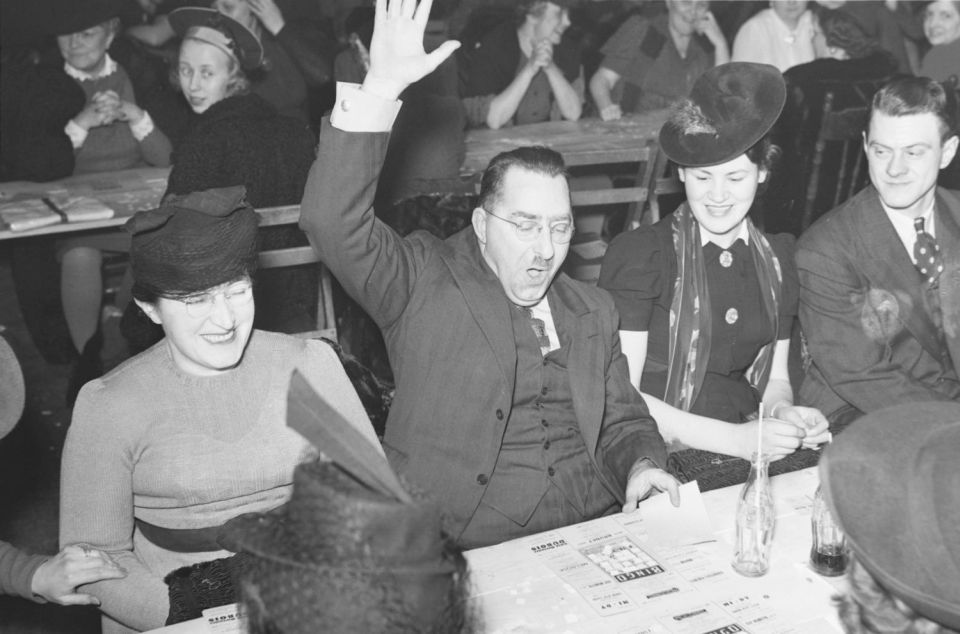
Joueurs de bingo en 1941, Notre-Dame-de-Grâce, Montréal.

Le premier à avoir rayé tous les nombres d'une même ligne, d'une même colonne, d'une même diagonale ou bien le premier à avoir barré l'intégralité de ses chiffres (selon les variantes) crie « Bingo ! » pour annoncer qu'il vient de gagner.

### Paiements
Selon le mode de jeu, les prix varient. Dans le cadre d'un jeu associatif, l'objectif est généralement de récolter de l'argent, et les prix sont donc faibles. Dans le cadre d'un jeu au casino, les prix peuvent être plus importants, et dépendent généralement du nombre de numéros sortis avant d'avoir rempli une figure.

## France
En France, malgré le fait que les jeux d'argent et de hasard soient attribués par monopole à la FDJ (excepté quelques dérogations), les associations peuvent, sous certaines conditions, organiser des jeux de bingo.
Le législateur autorise les associations à effectuer un bingo seulement dans un but culturel, scientifique, éducatif, sportif ou d'animation sociale. Les mises en jeux de hasard en France doivent être faibles (moins de 20 euros), les gains ne doivent pas être de nature monétaire, et ne peuvent excéder 150 euros. Plusieurs obligations déclaratives sont également prévues.

## Belgique
Le bingo est en Belgique un jeu de machine à sous populaire qu'on trouve dans les cafés. Le jeu, composé d’une planche de 26 trous de 2 ou 6 cartes, ressemble à un flipper. Le but du jeu est de faire avec 5 billes une ligne de chiffres se suivant.

## Variante
Une variante du bingo consiste à cocher non plus des nombres mais des phrases ou situations clichées inscrits dans une grille dès qu'elles sont prononcées ou se produisent lors d'une situation donnée (par exemple un événement familial) afin de se moquer des lieux communs liés à cette situation. L'expression « j'ai coché tout le bingo » signifie dans ce cas que tous les lieux communs écrits préalablement dans la grille se sont produits pendant ledit événement. Il existe des générateurs en ligne permettant de créer des bingos personnalisés.